# アンドレイ・ステパノフ
アンドレイ・ステパノフ（Andrei Stepanov、1979年3月16日）は、旧ソビエト連邦、エストニア、タリン出身の元サッカー選手。現役時代のポジションはDF。

## 所属クラブ
ユースチーム
- FC TVMKタリン

シニアチーム
- FC TVMKタリン 1996-1998
- レールSK 1998-1999
- FCフローラ・タリン 2000-2003
- FCトルペド・モスクワ 2004-2006
- FCヒムキ 2007-2008
- ワトフォードFC 2009
- ネフチ・バクー 2009-2010
- FCヒムキ 2010
- FCホメリ 2011
- アリス・リマソールFC 2012
- FCインフォネット II 2013
- レトロ・タリン 2014-2017

## 代表
- エストニア代表 1999-2012

## 個人受賞
- エストニアン・フットボーラー・オブ・ザ・イヤー:1回

2004